# Яковлевское (Брейтовский район)

Яковлевское — деревня в Брейтовском районе Ярославской области. Входит в состав Брейтовского сельского поселения.

## География
Находится в северо-западной части Ярославской области на расстоянии приблизительно 12 км на юг по прямой от административного центра района села Брейтово.

## История
Была отмечена еще на карте 1798 года. В 1859 году здесь (деревня Мологского уезда Ярославской губернии) было учтено 23 двора, в 1898 — 33.

## Население
Численность населения: 138 человек (1859 год), 17 (русские 76 %) в 2002 году, 12 в 2010.